# 诺顿葡萄
诺顿葡萄，是一种被广泛认为是由夏葡萄衍生出的栽培葡萄，被种植在美国中西部，中大西洋州份，乔治亚州东北部，以及加利福尼亚州。诺顿葡萄最初在弗吉尼亚州的里士满被种植，是密苏里州的州葡萄 ，它也被视作是密苏里州葡萄酒产业的基石。 强有力的证据表明，丹尼尔诺顿博士在 19 世纪早期从他位于美国弗吉尼亚州的葡萄园中首次培育出了诺顿葡萄。根据进一步报道，诺顿博士从一种现未被证实已灭绝的葡萄品种（Bland）的种子中培育出了该品种，通过夏葡萄授粉。  2009 年， 里德尔专门为用诺顿葡萄酿制的葡萄酒设计了精美的高脚杯。 

## 历史

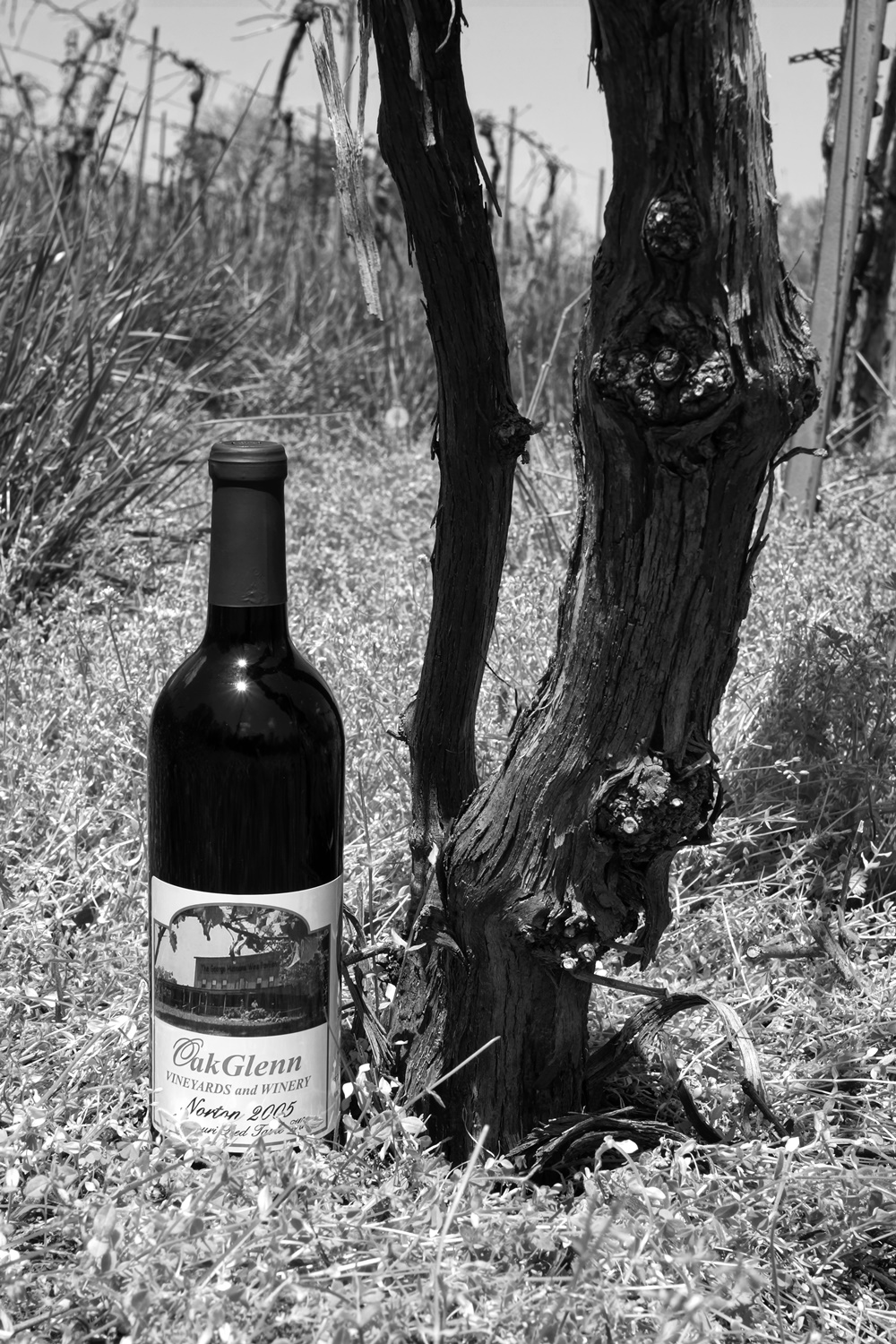
在密苏里州赫尔曼，一瓶诺顿葡萄所酿成的葡萄酒，在一株有170余年历史的诺顿葡萄藤旁。

它是由弗吉尼亚州里士满的 Daniel Norborne Norton 博士引入的，他选择了他曾认为的一种被遗忘已久的葡萄品种的幼株，布兰德，尽管有人质疑布兰德是否是种子的实际来源。据推测，诺顿葡萄的父本是一株夏葡萄的野生藤。  另一个品种是 辛西亚纳，与诺顿葡萄非常相似，但通常被认为是一个单独的品种。然而，遗传研究表明两者是不可区分的。因为有证据表明葡萄酒的品质和葡萄的成熟季节存在差异，辛西亚纳可能是诺顿葡萄的变种。
诺顿葡萄于 1830 年开始商业化销售，不久之后便在美国俄亥俄州等东部和中西部各州的葡萄酒生产中占据主要地位。 由于这种葡萄缺乏美洲葡萄特有的独特麝香味，因此非常适合被用于酿造干型葡萄酒。在 1873 年的维也纳世界博览会上，来自密苏里州赫尔曼石山酒庄的诺顿葡萄酒一举夺得金牌，并被主办方宣布为“全世界国家的最佳红酒”。当时著名的评论家亨利·维泽泰利评论说，诺顿葡萄有朝一日将与欧洲一流的葡萄酒不相上下。禁酒令在一段时间内限制了美国的葡萄酒工业。禁酒令之后，北美东半部的葡萄酒酿造业再也没有恢复到加州葡萄酒业那般繁盛的程度。
时至今日，东海岸和整个中西部的美国酿酒厂重新开始种植和生产诺顿葡萄酒。世界上最大的诺顿单一种植园位于弗吉尼亚州米德尔堡的蝶蛹葡萄园 ，总种植面积达69英畝（28公頃）。 

## 花青素含量
诺顿葡萄以其深蓝紫色的色素沉着著名，其葡萄皮的花青素含量较高（每100克888毫克）比其他紫色葡萄品种比如康科德或马雷夏尔福煦葡萄。 
花青素是植物界最大的一类水溶性色素，属于被称为多酚的化合物家族。花青素的主要来源是蓝莓、樱桃、覆盆子、草莓、黑醋栗、紫葡萄和红酒。人们正在研究花青素对人体是否有作用。  

## 延伸阅读
- 密苏里葡萄酒
- 弗吉尼亚葡萄酒